# Naumburgi dóm
A Szent Péternek és Pálnak szentelt naumburgi dóm a Saale-menti Naumburg városában található egykori püspöki székesegyház. A ma látható épület, amely Szász-Anhalt egyik legjelentősebb késő románkori műemléke, jórészt a 13. század első feléből származik. A dóm híres nyugati kórusa a 13. század második felében épült, és a nyugati empóriummal valamint az alapítóknak a naumburgi mester műhelyéből kikerült szobraival a korai gótika legfontosabb építményei közé tartozik.
A reformáció után 1541-ben iktatták be az első evangélikus naumburgi püspököt. 1564-ben Julius von Pflug püspök halála után a püspökséget megszüntették és a szász választófejedelemséghez csatolták, így a templom megszűnt püspöki széktemplom lenni, de továbbra is az evangélikus közösség templomaként működött. Napjainkban a dómot egy alapítvány igazgatja.

## Naumburg vára
I. Ekkehard meisseni őrgróf, a Német-római Birodalom keleti határvidékének leghatalmasabb ura 1000 körül új székhelyet emeltetett a Saale jobb partján, közel az Unstrut torkolatához. Az új székhely neve neweburg illetve Nuwenburg volt, később ebből keletkezett a Naumburg név. A hely kiválasztásánál döntő szerepet játszott az, hogy több kereskedelmi útvonal kereszteződésében feküdt.
Ekkehard 1002-ben bekövetkezett halála után fiai, Hermann és II. Ekkehard a vár előtti területen egy Szűz Máriának szentelt kis templomot alapítottak, amelyet a merseburgi krónika 1021-ben praepositura noviter fundata-ként említ. 1028-ban II. Konrád császár a két fivér nyomására a zeitzi püspökség székhelyét Naumburgba helyezte át. Az áthelyezést 1028 decemberében XIX. János pápa is jóváhagyta.

## A Szent Péter és Pál-templom építéstörténete

### A korai román templom
Nem sokkal a püspöki székhely áthelyezését követően, már 1029 tavaszán elkezdődött az első, korai román stílusú naumburgi dóm építése a templomtól keletre. Valamikor Hunold merseburgi püspök idejében, azaz 1036-1050 között szentelték fel, de bizonyosan 1044 előtt. A védőszenteket, azaz Szent Péter és Pált a zeitzi templomtól vették át.
Az egykori dóm alapjait a jelenlegi dóm alatt tárták fel. Az első katedrális háromhajós, kereszt alakú, a mai dómnál kisebb bazilika volt. Az oldalfalak nyugat felé kissé kiálló négyzetes tornyokban végződtek, amelynek alapjai kb. 7 méterre keletre találhatóak a korai gótikus nyugati karzattól. A tornyok között egy kis, zárt apszisú kórus állt, alatta egy kriptával. A tornyokat egy egyenes nyugati fal kötötte össze, oly módon, hogy a kórus apszisa kívülről nem volt látható. A főportálé valószínűleg már akkor is a kereszthajó déli homlokfalában volt. 1160-70 körül a korai román székesegyház egy kriptacsarnokkal bővült; ezt a csarnokot beépítették az 1210 körüli új dómba.
A mai nyugati karzat helyén eredetileg a vár Mária-temploma állt, melynek a falmaradványai a nyugati tornyokban maradtak fenn.

### A késő románkori újjáépítés
Engelhard Naumburg-Zeitzi püspök (1207–1242) alatt, 1210 körül kezdték el a késő románkori újjáépítést. Az építkezést a hosszhajónál kezdték, valószínűleg azért, mert a dóm keleti részeit nem sokkal előtte építették át a kripta hozzátoldása miatt. A hosszhajó átépítését azonban hamarosan abbahagyták és helyette mégis az új keleti részeket alakították át, majd az átépítés nyugat felé folytatódott. Az új, máig fennálló dóm boltíves pillérnyalábos bazilika, keleti karzattal, keleti kereszthajóval és kivágott négyezettel, valamint egy háromrészes kriptával. A dóm végleges felszentelése egy 18. századi forrás szerint 1242 június 29-én történt.

### A korai gótikus nyugati karzat építése és a naumburgi mester művei

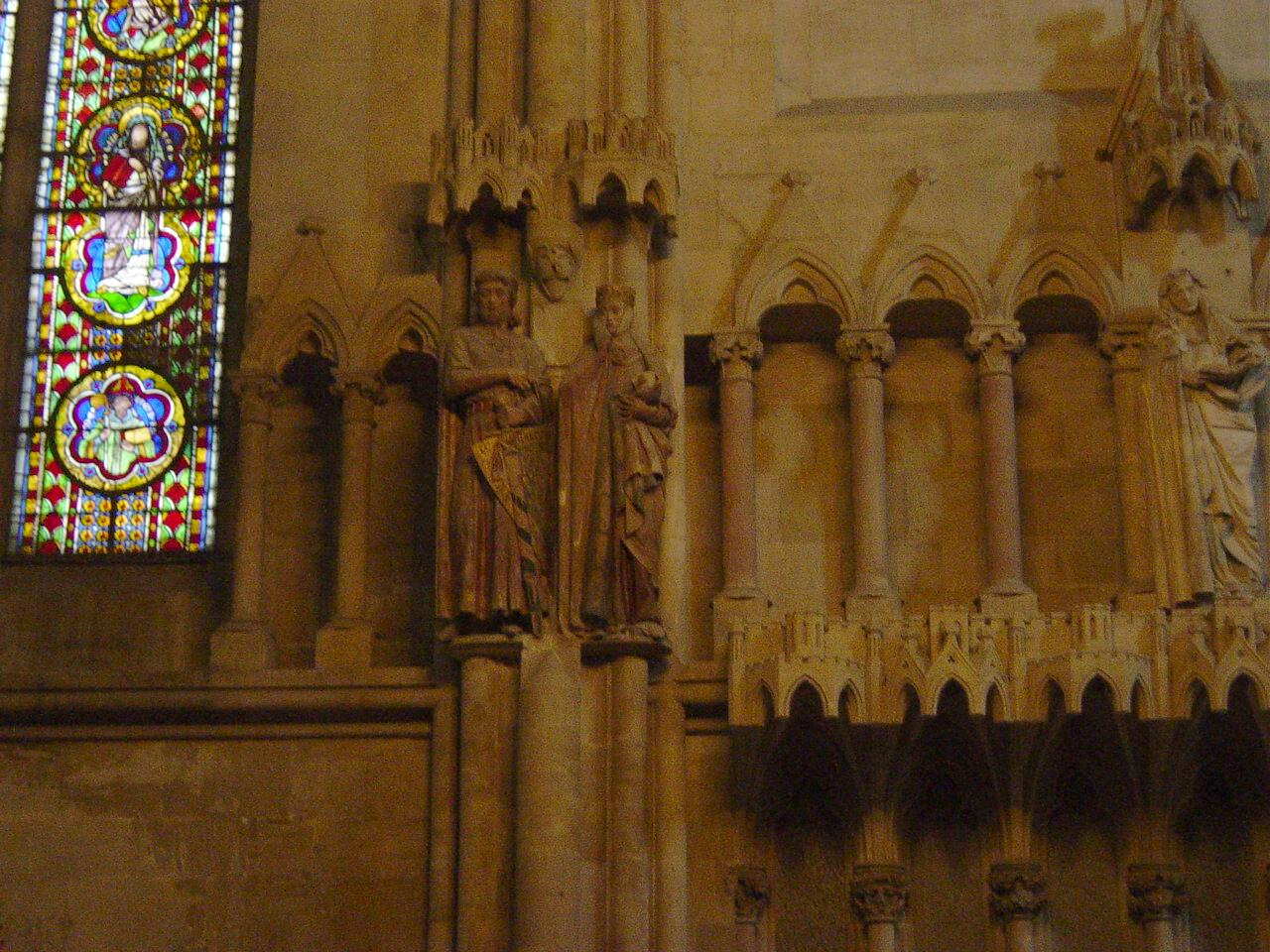
Az alapító II. Ekkehard és felesége, Uta szobra

A korai gótikus nyugati karzat építése 1250 körül kezdődött, de egyes szerzők az 1245-ös dátumot is elképzelhetőnek tartják. Az építkezés valószínűleg 1260 körül fejeződött be. A nyugati karzat műhelye még megépítette a dóm északnyugati tornyának az első emeletét, majd továbbmentek Meissenbe.
A nyugati kórust a dóm hosszhajójától egy igényesen kialakított szentélyrekesztő választja el. Ennek a passiót ábrázoló reliefjei illetve a portálé Kálvária-csoportja annak a naumburgi mesternek a fő művei közé tartoznak, aki többek között Noyon, Reims és Amiens székesegyházainak újjáépítésénél is közreműködött, majd talán Metzben dolgozott és teljesen biztos, hogy a strassburgi és mainzi székesegyházaknál is tevékenykedett.
A naumburgi mester nem csak a nyugati kórus építésze volt, hanem valószínűleg a kőfaragók vezetője is: ő tervezhette az alapítók alakjait és egyeseket talán ő maga dolgozott ki. Kiemelkedő helyen állnak az építéskor már kétszáz éve halott Hermann és II. Ekkehard, illetve feleségeik alakjai. A világi személyek ábrázolása egy olyan helyen, amely valójában a szenteknek volt fenntartva, valószínűleg azzal magyarázható, hogy a szobrok a síremlékeket helyettesítik, amelyeket az újjáépítéskor meg kellett szüntetni.

### Késő gótikus bővítés, átépítés
1330 körül a késő románkori apszist 6/10-es záródású kórusboltozattal helyettesítették. A támpilléreken helyezték el a dóm védőszentjeinek életnagyságúnál nagyobb szobrait. Az ablakok üvegfestményei, amelyek részben még a kórus építésének idejéből származnak, a balga és okos szüzeket, az erényeket, és a prófétákat ábrázolják. A passió, a Mária életét ábrázoló jelenetek és az apostolok alakjai a 15. század első harmadában készültek.
Az északnyugati torony felső szintjeit a 14. és 15. században emelték. Valószínű, hogy az 1532-es tűzvész után a keleti tornyok felső részeit felújították és késő gótikus mérművekkel ékesítették.

### Későbbi átépítések és felújítások
1532-ben egy gyújtogatás nyomán a dóm súlyosan károsodott. A tűz elemésztette a tetőket, a berendezés nagy részét és a falazat egyes darabjait. A károk egy részét csak a 19. században hárították el véglegesen. 1711-1713-ban a keleti tornyok barokk tetőt kaptak lámpásokkal. Eredetileg olyan nyolcszögű sátortetejük volt, mint a szomszédos Freyburg városi templomának. Az 1730-as évek barokk berendezését az 1874-1878-as purista restaurálás során ismét eltávolították. 1884 után a délnyugati tornyot neogótikus stílusban tökéletesítették, a toronysisakok a 19. század végéről származnak. 1936-1940 között az udvart régészeti feltárás nélkül lesüllyesztették és egy kapusépületet húztak fel a Háromkirályok-kápolna és a Mária-templom közé. 1960 és 1968 között a dóm teljeskörű karbantartására került sor, amelynek során átfogó régészeti feltárásokat végeztek. 1989 után a templom és a Háromkirályok-kápolna tetőzetét teljesen kicserélték.

## A keresztfolyosó és a klauzúra

### A régebbi épületek maradványai az északi oldalon
A régebbi klauzúra és a keresztfolyosó a templomtól északra helyezkedtek el. Az épületek keleti traktusának részeit 1991-1965 között tárták fel. A megmaradt boltívek és a templom északi falához illesztett bordázat a klauzúra késő románkori átépítéséből maradtak fenn, amelyet aztán valószínűleg a 19. században lebontottak.

### A déli keresztfolyosó
A dóm déli oldalán található egy további, javarészt késő románkori klauzúra. Mivel ez 1244-ben még igazolhatóan nem létezett, valószínűleg az 1240-es évek második felében épülhetett. 1270 körül egy keresztbordás boltozat épült. Míg a keleti és északi rész túlnyomó része megmaradt a késő románkori formájában, a nyugati és a déli traktusban a román stílus csak nyomokban látható. Ezek a szárnyak túlnyomóan a késő gótika korából származnak és ráadásul a 19. században lényeges változásokon estek át.

### A késő románkori előcsarnok
A déli kereszthajóhoz kétboltozatos, késői román stílusú előcsarnokot építettek, ami eredetileg nem volt tervbe véve. A boltozatbordák és a keleti fal repedését legalábbis részben az utólagos betoldás okozta.

### A Háromkirályok-kápolna
A klauzúra keleti oldalán álló késő gótikus Háromkirályok-kápolnát 1416-ban fejezték be. A kápolna építtetője II. Gerhard von Goch püspök volt (1409-1422). Az 1532-es tűzvész során súlyosan károsodott és ezt követően az alsó szinteket különböző profán célokra használták (raktár, vizsgálati fogda stb.). Az ásatások szerint ezen a helyen korábban egy 11. századi kápolna állt, amelynek falmaradványai az északnyugati sarkon még láthatóak. Ez valamivel kisebb és kétszintes volt. Az alsó szint keleti felén egy kis apszis a naumburgi püspök magánkápolnájaként szolgált. A késő gótikus új épület szintén kétszintes. Az alsó, utóbb többször módosított kápolna védőszentje Szent Miklós, a felső csillagboltozatos kápolnát a Háromkirályoknak szentelték. A keleti fal külső részén álló csoport szintén a háromkirályok imádását ábrázolja.

### A Mária-plébániatemplom
A Mária-plébániatemplom a dómtól délnyugatra, a keresztfolyosó déli traktusán található. A korábbi építményt ugyan részben kiásták, de korát még nem sikerült meghatározni. Fennmaradt a kórus, valamint egy késő gótikus építmény külső falainak maradványai. A templomot valószínűleg a dómmal egyszerre alapították a dóm egyházközségének plébániatemplomaként. Az 1532-es tűz után rommá lett. A jelenleg téli templomként szolgáló termet csak a 19-20. század fordulóján építették a hosszhajó helyén.

### Az Erzsébet-kápolna
Az Erzsébet-kápolna egy négyszögű terem az északnyugati torony földszintjén, amelyet Szent Erzsébetnek szenteltek. 2007-ben, Erzsébet születésének 800. évfordulója alkalmából ismét a dómból megközelíthetővé tették. Az oltár mellett egy 1235-ből származó Erzsébet-szobor található itt és három üvegablak, amelyet Neo Rauch, az „Új Lipcsei Iskola“ híres festője készített 2007-ben. A három ablak idealizált jeleneteket ábrázol Erzsébet életéből, melyeknek címe Erzsébet búcsúja a keresztes hadjáratba induló férjétől, Ruhaosztás a rászorulóknak és Betegápolás.

## Berendezés

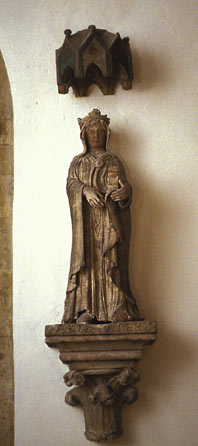
Szent Erzsébet szobra

A dóm berendezéséből kevés maradt meg, nem utolsósorban az 1532-es tűzvész, a svéd megszállás és a dóm barokk átalakítása következtében. A kevés eredeti darabot részben a dómban, részben az újonnan berendezett kincstárban őrzik.

### Oltárok
A dóm több oltárral rendelkezik, a főoltár a kórusban található. Az oltárasztalon ma egy kőből készült oltárkép áll, amely a szent Felicis és Adaucti hajdani oltárából származik. A keresztoltár korábban a szokásos módon a középhajóban volt, de a 19. században az empórium közepén levő kis oltárral helyettesítették. További két oltár található a kereszthajó keleti falain. Az északi kereszthajó oltárán egy Georg Lemberger műhelyéből való oltárképet állítottak fel, a déli kereszthajó Mária-oltárképe az 1500 körüli időszakból származik. A nyugati kórusban megmaradt a főoltár. Még egy oltár áll az úgynevezett nyugati empórium emelvényén. Ezeken kívül a dóm kápolnáiban további oltárok találhatóak.

### Szobrok
A dómban több szobor található a Naumburgi mester műhelyéből. Különösen figyelemre méltó Szent Erzsébet szobra az északnyugati torony földszinti kápolnájában, amely 1235 körül keletkezett. A szobor a szent legrégebbi ábrázolásai közé tartozik.

### Székek és olvasópultok
A négyezetben még ma is állnak olyan székek, amelyek részben a kései románkori dóm építésének idejéből származnak. Megemlítendő még egy szék a 15. század elejéről, illetve őriznek a dómban egy olyan széket is, amely talán a nyugati kórus eredeti berendezéséhez tartozott.

### Síremlékek
A dómban és a klauzúrában még ma is nagyon sok sírkő áll, a legrégebbiek a 13. és 14. századból valóak. Néhányon az elhunyt ábrázolása látható, de a legtöbbje feliratos.
A szentély alapítókat ábrázoló szobrai (köztük az ismert Ekkehart és Uta szobrai) az alapítóknak állítanak emléket. Portrészerűségük ellenére ezek korántsem portrék, hanem a tartományúr ideális típusait jelenítik meg.

## Fordítás
- Ez a szócikk részben vagy egészben  a   Naumburger Dom című német Wikipédia-szócikk ezen változatának fordításán alapul.  Az eredeti cikk szerkesztőit annak laptörténete sorolja fel. Ez a jelzés csupán a megfogalmazás eredetét és a szerzői jogokat jelzi, nem szolgál a cikkben szereplő információk forrásmegjelöléseként.